# Britanny Reimer
Britanny Reimer (Canadá, 3 de enero de 1988) es una nadadora canadiense especializada en pruebas de estilo libre larga distancia, donde consiguió ser subcampeona mundial en 2005 en los 800 metros estilo libre.

## Carrera deportiva
En el Campeonato Mundial de Natación de 2005 celebrado en Montreal ganó la medalla de bronce en los 1500 metros estilo libre, con un tiempo de 16:07.73 segundos, tras la estadounidense Kate Ziegler y la suiza Flavia Rigamonti; y la medalla de plata en los 80 metros estilo libre, con un tiempo de 8:27.59 segundos, de nuevo tras Kate Ziegler, y por delante de la japonesa Ai Shibata.